# Karsamenak
Karsamenak is een bestuurslaag in het regentschap Kota Tasikmalaya van de provincie West-Java, Indonesië. Karsamenak telt 15.625 inwoners (volkstelling 2010).